# یارلوپ، استرالیا غربی
یارلوپ (به انگلیسی: Yarloop) یک شهرک در استرالیا است که در استرالیای غربی واقع شده‌است.